# Чижевський Денис Володимирович
Денис Володимирович Чижевський (народився 7 квітня 1986 у м. Гродно, СРСР) — білоруський хокеїст, воротар. 
Вихованець хокейної школи «Німан» (Гродно). Виступав за ХК «Брест», «Німан-2» (Гродно), «Металург» (Жлобин), ХК «Могильов».